# Rik De Voest
Rik De Voest (Milaan, 5 juni 1980) is een tennisspeler uit Zuid-Afrika.
De Voest won geen ATP-toernooien in het enkelspel. Wel won hij in het dubbelspel de toernooien van Peking in 2007 met Ashley Fisher en Dubai in 2009 met Dmitri Toersoenov.

## Palmares
| Legenda                       | Legenda               |
| ----------------------------- | --------------------- |
| Grand Slam                    |                       |
| Olympische Spelen             |                       |
| tot 2009                      | vanaf 2009            |
| Tennis Masters Cup            | ATP Finals            |
| ATP Masters Series            | ATP Tour Masters 1000 |
| ATP International Series Gold | ATP Tour 500          |
| ATP International Series      | ATP Tour 250          |

### Dubbelspel
| Nr.                           | Datum             | Toernooi         | Ondergrond | Partner           | Tegenstanders in finale     | Score                | Details |
| ----------------------------- | ----------------- | ---------------- | ---------- | ----------------- | --------------------------- | -------------------- | ------- |
| Gewonnen finales heren dubbel |                   |                  |            |                   |                             |                      |         |
| 1.                            | 16 september 2007 | ATP Peking       | Hardcourt  | Ashley Fisher     | Chris Haggard Yen-hsun Lu   | 6-7(3), 6-0, [10-6]  | Details |
| 2.                            | 1 maart 2009      | ATP Dubai        | Hardcourt  | Dmitri Toersoenov | Łukasz Kubot Oliver Marach  | 4–6, 6–4, [10–7]     | Details |
| Verloren finales heren dubbel |                   |                  |            |                   |                             |                      |         |
| 1.                            | 8 februari 2009   | ATP Johannesburg | Hardcourt  | Ashley Fisher     | James Cerretani Dick Norman | 7-6(7), 2-6, [12-14] | Details |

## Prestatietabel
| Legenda | Legenda                          |
| ------- | -------------------------------- |
| g.t.    | geen toernooi gehouden           |
| l.c.    | lagere categorie                 |
| –       | niet deelgenomen                 |
| G       | uitgeschakeld in de groepsfase   |
| 1R      | uitgeschakeld in de eerste ronde |
| 2R      | uitgeschakeld in de tweede ronde |
| 3R      | uitgeschakeld in de derde ronde  |
| 4R      | uitgeschakeld in de vierde ronde |
| KF      | uitgeschakeld in de kwartfinale  |
| HF      | uitgeschakeld in de halve finale |
| F       | de finale verloren               |
| W       | het toernooi gewonnen            |
| w-v     | winst/verlies-balans             |

### Prestatietabel grand slam, enkelspel
| Toernooi        | 2007 | 2008 | 2009 | 2010 | 2011 |
| --------------- | ---- | ---- | ---- | ---- | ---- |
| Australian Open | –    | –    | –    | –    | –    |
| Roland Garros   | –    | –    | –    | –    | –    |
| Wimbledon       | 1R   | –    | –    | 1R   | 2R   |
| US Open         | 2R   | 1R   | –    | 1R   | –    |

### Prestatietabel grand slam, dubbelspel
| Toernooi        | 2004 | 2007 | 2008 | 2009 | 2010 | 2011 |
| --------------- | ---- | ---- | ---- | ---- | ---- | ---- |
| Australian Open | –    | –    | 2R   | 2R   | 2R   | –    |
| Roland Garros   | –    | –    | 2R   | 3R   | 1R   | –    |
| Wimbledon       | 1R   | –    | 2R   | 1R   | 1R   | –    |
| US Open         | –    | –    | 3R   | 2R   | –    | –    |